# Zespół pałacowy w Brwinowie

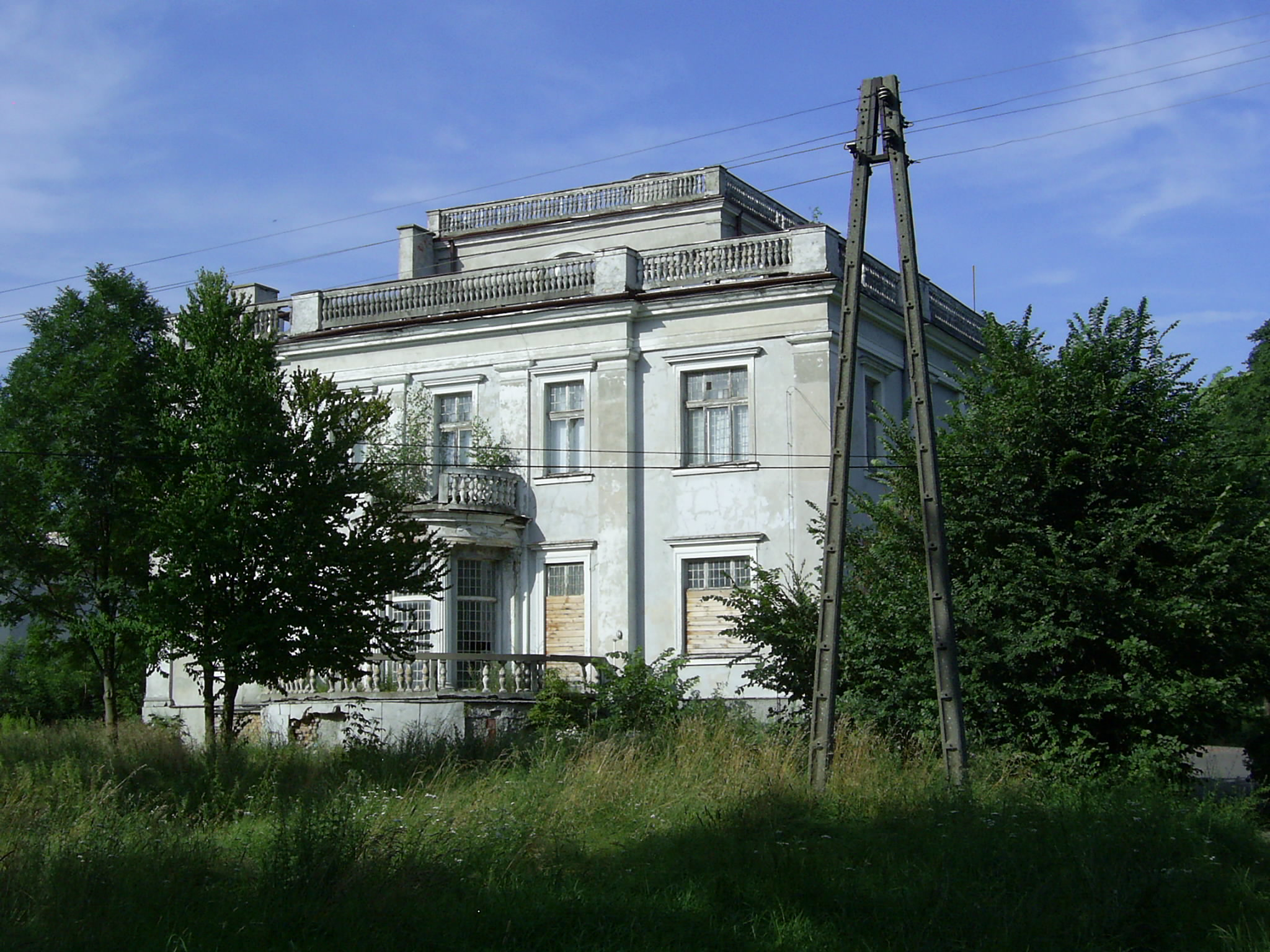
Budynek przed remontem

Zespół pałacowy w Brwinowie – zespół pałacowy pochodzący z XX wieku, znajdujący się w Brwinowie przy ul. Pałacowej 1.

## Historia
Głównym elementem zespołu jest pałac wzniesiony w 1936 r. według projektu Stanisława Grochowicza, dla rodziny Wierusz-Kowalskich – pierwszych właścicieli.
W roku wybuchu II wojny światowej, m.in. podczas bitwy pod Brwinowem, pałac pełnił funkcję szpitala polowego.
Po wygranej strony niemieckiej szpital został zlikwidowany, a w 1940 roku pałac stał się własnością Zarządu Majątków Ziemskich i Rolnych – Liegenschaft.
Po zakończeniu wojny, we wrześniu 1946 roku złupiony i zniszczony pałac wraz z ponad siedmioma hektarami ziemi, wszedł w posiadanie SGGW.

## Budowa
Budynek został zbudowany w stylu nawiązującym do klasycystycznego, o czym świadczą m.in. kolumny w stylu doryckim na zewnątrz, przy wejściu oraz w stylu jońskim wewnątrz pałacu. Wybudowany na planie podobnym do kwadratu, murowany z cegły i otynkowany, posiada dwa tarasy, jeden z nich jest otoczony balustradą. W niektórych pomieszczeniach zachowały się mosiężne, wieloświecowe żyrandole, popularne w stylu Księstwa Warszawskiego.

## Elementy obiektu
- Pałac Wierusz-Kowalskich wraz z dobudowaną aulą (niegdyś służącą jako sala wykładowa na ok. 200 osób)
- Park krajobrazowy pochodzący z XIX wieku, obecnie częściowo wchodzący w skład parku miejskiego.

Na terenie parku znajdują się stawy.

## Zabytek
Całość zespołu pałacowego w 1981 roku została wpisana do rejestru zabytków pod numerem A/839.
W 2004 roku gmina Brwinów zaczęła starania o wykup terenu. W 2015 roku transakcja została ostatecznie podpisana, a gmina poniosła koszt prawie 7 mln zł.. Trwająca cztery lata i kosztująca 12 mln zł renowacja budynku zakończyła się w 2022 roku. Od tego czasu znajduje się w nim gminny ośrodek kultury.